# Sants
Sans (oficialmente y en catalán Sants) es un barrio de Barcelona (España) situado en la zona sur de la ciudad. Pertenece al distrito de Sans-Montjuich y limita con los distritos barceloneses del Ensanche al noreste, con el de Les Corts al noroeste y con el municipio de Hospitalet de Llobregat al sur.

## Historia
Sans es un barrio con una marcada identidad fruto de sus orígenes históricos: originalmente llamado Santa María de Sans, fue villa independiente de Barcelona hasta 1897, cuando se agregó a la ciudad condal. Por aquel entonces Sans tenía censados 19 105 habitantes y era un pueblo con un marcado carácter industrial. Ejemplo de ello son algunas de las fábricas más importantes del sector textil español, como La España Industrial o el Vapor Vell.
En la primavera de 1883, los ayuntamientos de Sans y Barcelona decidieron, de mutuo acuerdo, la fusión de los municipios respectivos. Un año más tarde, el gobierno central decretaba la segregación por defectos de forma. El proceso fue retomado al año siguiente, cuando el Ayuntamiento envió de nuevo a la Diputación el expediente de agregación, documento que, durante más de dos años, durmió el sueño de los justos. En marzo de 1889, el Gobierno Civil instó a la Diputación a resolver el caso, que finalmente dio la razón a los intereses de la ciudad. Una comisión presidida por Francisco de Paula Rius y Taulet viajó a Madrid para dar un empuje definitivo al caso. Pero, una vez más, el expediente volvió a quedar parado.

## Urbanismo

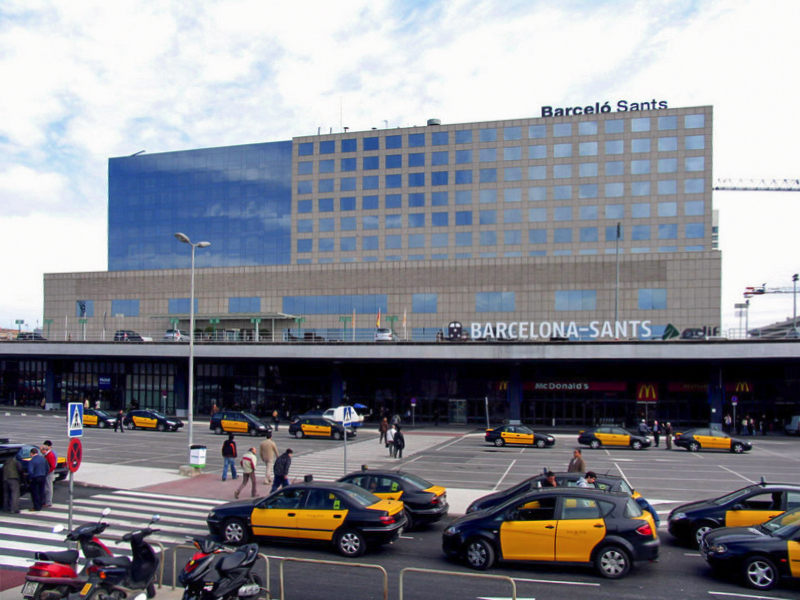
Estación de Barcelona-Sans

La arteria principal del barrio es la calle de Sants o popularmente conocida como carretera de Sants, que une la plaza España de Barcelona con el municipio de Hospitalet de Llobregat. La calle de Sants es la arteria principal del barrio y un centro comercial de una intensidad que pocas calles del mundo igualan. Es un lugar privilegiado para el comercio urbano, avalado por los más de 300 comercios de la calle y que hacen que sea la calle comercial más larga de Europa.
Constituye el eje de comunicaciones básico por donde pasa la línea 1 del Metro de Barcelona desde 1926 y por donde circularon tranvías hasta 1969, cuando fueron substituidos por los autobuses. El propio barrio está considerado como el mejor comunicado de Barcelona. A poca distancia de la calle de Sants se halla la Estación de Sants, principal estación de trenes de Cataluña y la segunda de España. Gracias a su cercanía con el Aeropuerto de El Prat, ofrece un servicio de trenes directo, además dispone de los trenes de cercanías, los de largo recorrido y el de alta velocidad. Por la estación pasan las líneas de metro L5 y L3. En la plaza de Sants existe asimismo un párking de 300 plazas construido por iniciativa de los propios comerciantes. De esta manera, los potenciales clientes pueden acceder a un eje comercial activo, dinámico y solvente.

## Demografía
| Gráfica de evolución demográfica de Sans entre 1842 y 1887 |
| |
| Población de derecho según los censos de población del INE. Población de hecho según los censos de población del INE.Entre el censo de 1897 y el anterior, este municipio desaparece porque se integra en el municipio Barcelona. |

## Fiestas
Es especialmente conocida su fiesta mayor, que se celebra anualmente con motivo la festividad del patrón del barrio, San Bartolomé (24 de agosto). Durante la semana que duran las fiestas, el tráfico queda cortado en varias calles del barrio, donde se organizan múltiples actividades populares al aire libre: botifarradas, chocolatadas, conciertos, sardanas, habaneras, etc. Estas calles son decoradas por los vecinos con motivos alegóricos a un tema. Simultáneamente, se celebra también la Fiesta Alternativa, con gran éxito entre el público.

## Vecinos ilustres
Vecinos ilustres del barrio son o han sido, entre otros, la cantante Núria Feliu, el tenor Josep Carreras, el arquitecto Modest Feu i Estrada, Àngel Casas, los grupos musicales Companyia Elèctrica Dharma y Los Manolos y el jugador de básquet Roger Esteller.
En marzo de 1931 se fundó en el barrio Esquerra Republicana de Catalunya.
En noviembre de 1964 se fundó Comissions Obreres de Catalunya en la Parròquia de Sant Medir.